# Atherina boyeri
El pejerrey mediterráneo (Atherina boyeri) es una especie de pez teleósteo de la familia Atherinidae.

## Descripción
El pejerrey mediterráneo es un pez pequeño y de forma alargada que no sobrepasa los 20 cm. En la Región de Murcia se le conoce con el nombre de chirrete.

## Hábitat
A pesar de que es un pez marino, el pejerrey tolera bajas salinidades y se puede encontrar también en los humedales y albuferas costeros, y aun en el agua dulce de los cursos inferiores de algunos ríos.

## Distribución
Se encuentra en los litorales del mar Mediterráneo, el mar Negro y el mar Caspio. En el océano Atlántico se encuentra en las zonas costeras de Portugal hasta Mauritania. 